# الألعاب الأولمبية الصيفية 2012
الألعاب الأولمبية الصيفية 2012، تعرف رسميا ألعاب الأولمبياد XXX، أقيمت في لندن، إنجلترا، المملكة المتحدة، من 27 يوليو إلى 12 أغسطس 2012. وأصبحت لندن المدينة الأولى التي تستضيف الألعاب الأولمبية الحديثة ثلاث مرات، بعد استضافتها لها سابقًا في 1908 وفي 1948.
اختيرت لندن كمدينة منظمة يوم 6 يوليو 2005 خلال اجتماع اللجنة الأولمبية الدولية في سنغافورة، بعد أن تغلبت على موسكو ونيويورك ومدريد وباريس في ثلاث جولات من التصويت.

## الترشيحات
حددت اللجنة الأولمبية الدولية (IOC) موعد أقصاه 15 يوليو 2003، للمدن المهتمة بتقديم ترشيحها لاستضافة الألعاب الأولمبية لعام 2012، وتقدمت تسع مدن: هافانا، وإسطنبول، ولايبزيغ، ولندن، ومدريد، وموسكو، نيويورك، وباريس وريو دي جانيرو.
في 6 يوليو 2005 في سنغافورة خرجت موسكو من الدور الأول ثم نيويورك من الثاني فمدريد من الثالث وانحصرت المنافسة بين لندن وباريس. وفازت لندن بشرف تنظيم الألعاب الأولمبية الصيفية عام 2012 بعد منافسة حادة مع باريس في الجولة الأخيرة من تصويت اللجنة الأولمبية الدولية. بعد حصولها على 54 صوتا مقابل 50 لباريس.
قال عضو في اللجنة الأولمبية الدولية في ديسمبر 2012، أن لندن حصلت على شرف استضافة أولمبياد 2012 على حساب العاصمة الإسبانية مدريد بفضل خطأ في تعداد الأصوات. وأن الخطأ وقع خلال الجولة الثالثة من التصويت، حيث كانت لندن في المقدمة، بينما كان تفوق باريس على مدريد بفارق صوتين 33-31. وذلك الصوت، عن طريق الخطأ، جاء لمصلحة باريس عوضا عن مدريد، ولو صوت لمصلحة مدريد كما كان يعتزم لكان التعادل سيد الموقف 32-32.
وفي ما يلي نتائج عملية التصويت على اختيار المدينة:
| نتائج التصويت على استضافة الألعاب الأولمبية الصيفية 2012 | نتائج التصويت على استضافة الألعاب الأولمبية الصيفية 2012 | نتائج التصويت على استضافة الألعاب الأولمبية الصيفية 2012 | نتائج التصويت على استضافة الألعاب الأولمبية الصيفية 2012 | نتائج التصويت على استضافة الألعاب الأولمبية الصيفية 2012 | نتائج التصويت على استضافة الألعاب الأولمبية الصيفية 2012 | نتائج التصويت على استضافة الألعاب الأولمبية الصيفية 2012 |
| -------------------------------------------------------- | -------------------------------------------------------- | -------------------------------------------------------- | -------------------------------------------------------- | -------------------------------------------------------- | -------------------------------------------------------- | -------------------------------------------------------- |
| المدينة                                                  | اللجنة الأولمبية الوطنية                                 | الجولة الأولى                                            | الجولة الثانية                                           | الجولة الثالثة                                           | الجولة الرابعة                                           |                                                          |
| لندن                                                     | المملكة المتحدة                                          | 22                                                       | 27                                                       | 39                                                       | 54                                                       |                                                          |
| باريس                                                    | فرنسا                                                    | 21                                                       | 25                                                       | 33                                                       | 50                                                       |                                                          |
| مدريد                                                    | إسبانيا                                                  | 20                                                       | 32                                                       | 31                                                       | —                                                        |                                                          |
| نيويورك                                                  | الولايات المتحدة                                         | 19                                                       | 16                                                       | —                                                        | —                                                        |                                                          |
| موسكو                                                    | روسيا                                                    | 15                                                       | —                                                        | —                                                        | —                                                        |                                                          |

### اللجان والمؤسسات الأولمبية
تأسست عدة شركات مساهمة في دورة الألعاب الأولمبية في لندن، منها ثلاث جهات أساسية منظمة هي:
- لجنة لندن المنظمة لدورة الأولمبياد (LOCOG): تشرف على وضع الخطط لدورة الألعاب الأولمبية وتطويرها. ترأسها لورد سيباستيان كو، وهو سياسي ورياضي بارز سابقا.
- الهيئة التنفيذية الأولمبية (ODA): كانت مسؤولة عن ضمان جهوزية المواقع والبنية التحتية اللازمة قبل انطلاق الدورة.
- الوحدة التنفيذية الحكومية للأولمبياد: وهي هيئة حكومية تولت قيادة التنسيق لأولمبياد لندن 2012. هذه الوحدة مقرها وزارة الثقافة والإعلام والرياضة (DCMS).

## الإعداد

### منشآت الألعاب
قُسمت مدينة لندن الكبرى إلى ثلاثة نطاقات، أولها النطاق الأولمبي حيث تم إنشاء المقر الأولمبي في منطقة ستراتفورد شرقي لندن، ويتضمن هذا المقر الاستاد الأولمبي ومركز الألعاب المائية والقرية الأولمبية، وهي مقر إقامة الرياضيين ومسؤولي الفرق، وثانيا النطاق النهري، ويتضمن خمسة مواقع رئيسة على امتداد نهر التايمز تشمل صالة O2 التي عرفت سابقا باسم قبة الألفية، وأيضا مركز إكسل للمعارض، وثالثا نطاق وسط لندن حيث توجد فيه المواقع بشكل رئيس في وسط وغرب مدينة لندن مثل ملعب ويمبلي وهايد بارك.
يضم مركز الألعاب المائية حوضي سباحة بطول 50 مترا لكل منهما، وحوض غطس بطول 25 مترا تحتوي جميعها على أكثر من 10 ملايين ليتر من الماء، ومبطنة بـ 180,000 قطعة من البلاط المصقول. والسقف يرتكز على ثلاث دعامات اسمنتية فقط.
يستوعب مضمار سباق الدراجات 6,000 شخص - 3,500 حول المضمار و2,500 في المدرجات العلوية المعلقة داخل منحنيات السقف. هيكل منحني من الصلب مكون من أكثر من 2,500 قطعة من الصلب. وقد صُمم شكل المضمار ليعكس هندسة مضمار الدراجات، مرتفعا 12 مترا من أقل نقطة عمقا إلى أعلى نقطة. وزن السطح لا يزيد على نصف وزن سطح أي مضمار سباق درجات مغطى آخر حيث يبلغ 30 كيلوجراما لكل متر مربع.
بلغ عدد المواقع التي استضافة الفعاليات قرابة ثلاثين موقع، منها مباني تاريخية، كملاعب «أول إنغلاند لون» للتنس، التي تستضيف فعاليات بطولة ويمبلدون منذ عشرات السنين. ويستضيف ملعب ويمبلي منافسات الريشة الطائرة، و«إيرلز كورت» ستستضيف الملاكمة ورفع الأثقال وغيرها، وهو الموقع الذي استضاف فعاليات أولمبياد لندن 1948.

### وسائل النقل

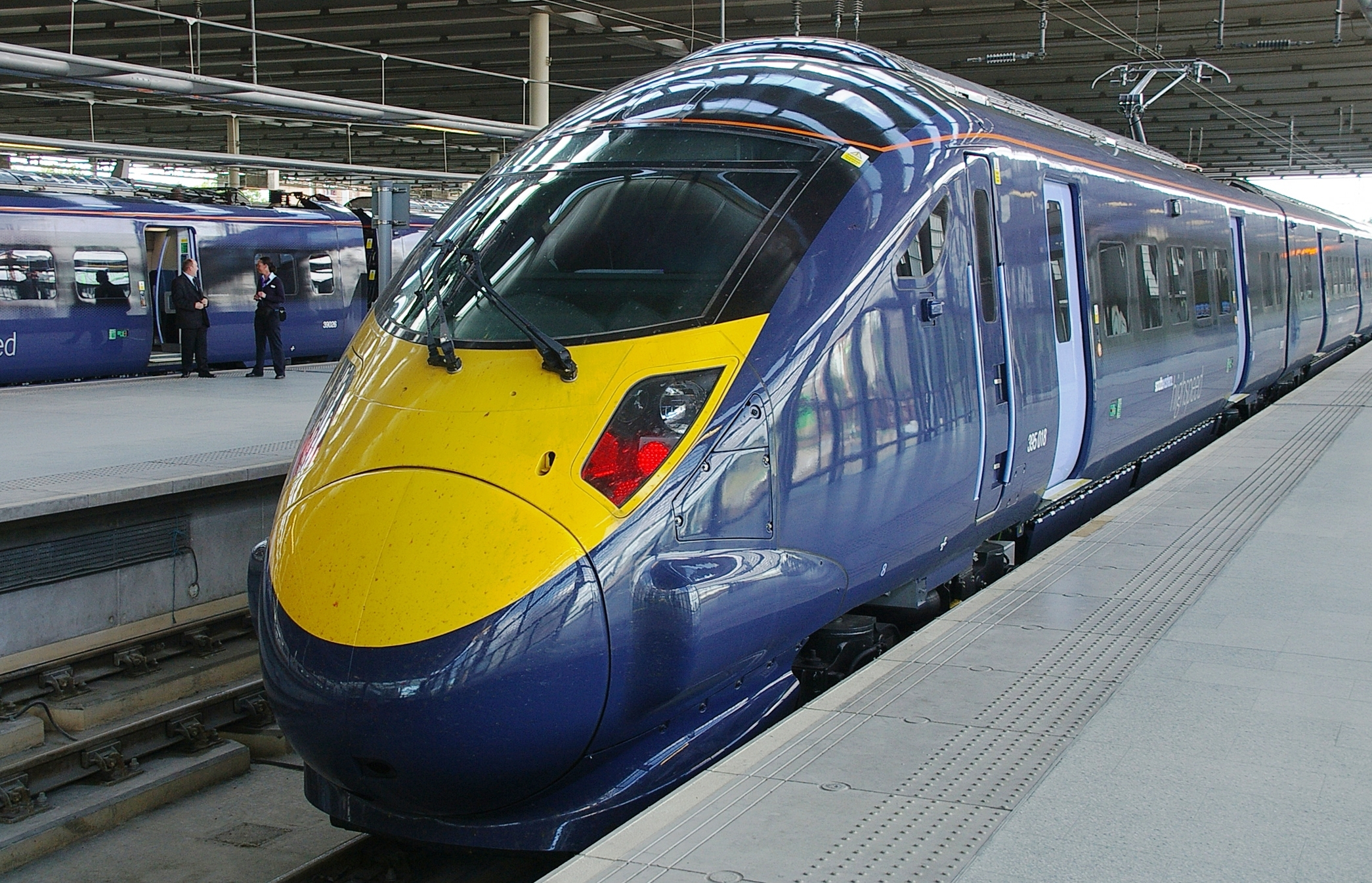
قطار الرمح الأولمبي هو قطار فائق السرعة يدخل في خطة تحسين وسائل النقل العام في لندن استعدادا لدورة الألعاب الأولمبية الصيفية عام 2012

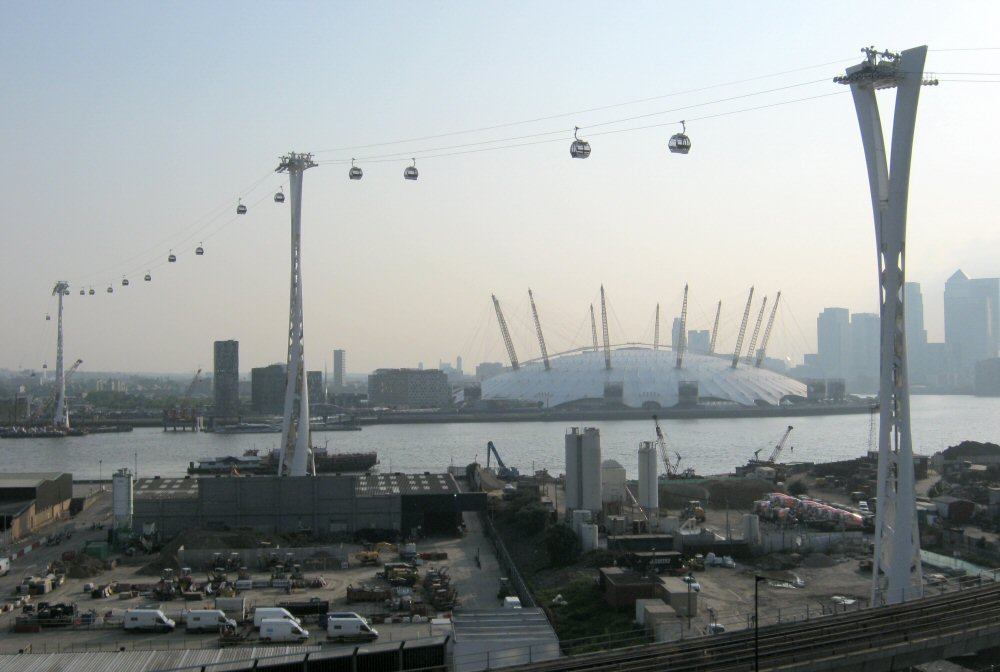
تلفريك طيران الإمارات يعبر نهر التايمز

كان النقل في لندن أحد عوامل ضعف ملف لندن، حسب تقييم اللجنة الأولمبية الدولية في البداية، إلا أن اللجنة رأت أنه إذا تم الشروع في تحسين النقل في الوقت المناسب، يمكنها أن تغير وجهة نظرها.
تم الانتهاء من أعمال هائلة لتطوير الشبكة في الوقت المناسب قبل الألعاب الأولمبية، كالتلفريك فوق نهر التيمز، وممرات مخصصة لمرور «العائلة الأولمبية»، ومحطة للرياضيين في مطار هيثرو، وتم تخصيص لتلك الأعمال ما لا يقل عن 5,6 مليارات جنيه استرليني (نحو 8 مليارات يورو). وبهذه المنشآت يتاح التنقل بين الألعاب الأولمبية بواسطة النقل العام. كما سيتم تشغيل قوارب في نهر التيمز وأيضا تقديم خدمات تأجير الدراجات الهوائية وتخصيص المزيد من المسارات للدراجات. تتوقع هيئة النقل في لندن (تي أف أل) استيعاب ثلاثة ملايين رحلة اضافية في اليوم، تضاف إلى الـ12 مليونا الاعتيادية. وتم تقليص زمن حفل الافتتاح، ليتم التعامل مع التدافع الكبير للركاب الذي يحدث في وقت متأخر في الليل، حيث يجري اغلاق بعض الخطوط في منتصف الليل بالتوقيت المحلي.
وتم إطلاق مشروع «خريطة الأساطير الأولمبية تحت الأرض» لتخليد أسماء الرياضيين البارزين في تاريخ الألعاب الأولمبية، من خلال تسمية محطات مترو الأنفاق في لندن بأسمائهم. من بين تلك الأسماء لاعبين عربيين هما سعيد عويطة وهشام الكروج. كل المحطات ستعود لأسمائها السابقة بعد الألعاب.
بعد تهديدات عمال النقل بالإضراب في حالة عدم حصولهم على مكافآت مالية، قررت السلطات منح العاملين في الحافلات المكونة من طابقين أجورا إضافية، خلال دورة الألعاب الأوليمبية. ويبلغ عدد العاملين في 20 شركة تدير تلك الحافلات 21 ألف شخص، وحصل كل منهم على مبالغ إضافية تصل إلى 577 جنيه إسترليني. وحصل العامل على 27 جنيه إسترليني نظير كل جولة إضافية. كما تقرر صرف مكافآت تصل إلى 850 جنيه إسترليني للعاملين في مترو الأنفاق.

### الشعار
في يونيو 2007 صممت مؤسسة وولف أولينز الاستشارية الشعار الرسمي للألعاب الأولمبية لعام 2012، ويمثل الشعار والمتوفر بعدة ألوان الألعاب الأولمبية والألعاب الأولمبية للمعاقين في نفس الوقت. في 19 مايو عام 2010 أعلنت اللجنة المُنظمة لأولمبياد لندن عن اختيار تميمة الأولمبياد. وجاء على شكل مجسم كرتوني للتميمتين «وينلوك» الخاصة بدورة الألعاب الأوليمبية و«مانديفيل» الخاصة بدورة المعاقين، وكلاهما يمثلان نقطتين من الفولاذ المصهور. حصلت شركة يانتشنغتسايهونغ لإنتاج الأعمال الفنية اليدوية بمدينة دافنغ التابعة لمقاطعة جيانسو في شرق الصين على ترخيص لصناعة تمائم أولمبياد لندن، وبلغ عدد التمائم500 ألف. هددت إيران في مارس 2011 بمقاطعة اولمبياد لندن احتجاجا على شعار الدورة الذي وصفته طهران بالعنصري معتبرة أنه يشبه الكتابة الإنجليزية لكلمة صهيون "ZION"‏. قبل 100 يوم على انطلاق الألعاب كشف منظمو الألعاب عن شعار الدورة «ألهم جيلا» أو «إلهام جيل» (بالإنجليزية: Inspire a Generation)‏‏.
استمدت التميمة «وينلوك» اسمها من مدينة ماتش وينلوك، مسقط رأس العديد من الألعاب الأوليمبية الحديثة، وترجع تميمة «مانديفيل» لأحد مستشفيات بريطانيا الخاصة بتأهيل المعاقين ومركز انطلاق دورة الألعاب «ستوك مانديفيل» للمعاقين أول مرة سنة 1948 والتي اقتصرت في البداية على رياضة النبالة، واشترك فيها 18 من قدماء جنود الجيش البريطاني بينهم سيدتان جميعهم يعانون من الشلل.

### الميداليات
تم منح حوالي 4700 ميدلية للفائزين في الألعاب الأولمبية وأولمبياد المعاقين. والتي تم سكها من قبل دار السك الملكية وصمهها ديفيد واتكينز (الأولمبية) ولين تشونغ (البارالمبية)، وتزن بين 400 - 375 غ، وسمكها يبلغ 7 ملم، ونقش على الجزء الأمامي من الميدالية آلهة النصر اليونانية. والوجه الآخر نقش عليه شعار الألعاب، نهر التايمز، وسلسلة من الخطوط ترمز إلى طاقة الرياضيين.
تتكون كل ميدالية ذهبية ب92.5٪ من معدن الفضة و1.34٪ من معدن الذهب، وما تبقى من معدن النحاس. وتتكون الميدالية الفضية (والتي تمثل المرتبة الثانية) من 92.5٪ من معدن الفضة، وما تبقى من النحاس. والميدالية البرونزية تتكون من النحاس بنسبة 97٪، و 2.5٪ من الزنك و 0.5٪ من الصفيح. وتبلغ قيمة مواد الميدالية الذهبية 644 دولار، والميدالية الفضية ب 330 $، والبرونزية ب 4,71 $ في السوق الحالية.

### تذاكر
بدأ بيع التذاكر يوم 15 مارس 2011، وعرفت إقبالا كبيرا. تتراوح أسعار التذاكر ما بين 20 و 2012 جنيه أسترليني والسعر الأخير هو أعلى سعر مخصص لحفل الافتتاح. وتشمل فعاليات الألعاب الأولمبية 650 دورة موزعة على 26 رياضة على أن تستمر 17 يوما. ويسمح للشخص الواحد بحضور 20 فعالية رياضية كحد أقصى. لكن الحد الأقصى لحضور الرياضات التي تحظى بشعبية هو أربعة تذاكر فقط.
في 30 مارس 2011 أعلنت لجنة لندن المنظمة للألعاب الأولمبية عن توفر مجموعة واسعة من تذاكر الألعاب الأولمبية لضمان حضور جمهور المتفرجين من ذوي الإعاقات.

### الرعاة والتسويق
وفقا لقواعد اللجنة الأولمبية الدولية بشأن اتفاقات الرعاية، يتم منح الرعاة حقوقا موسعة منها الحق الحصري لبيع وتسويق منتجاتها داخل الملاعب الأولمبية. ومن أبرز الرعاة لأولمبياد لندن كوكا كولا وماكدونالدز. في سبتمبر 2011 حققت الدورة هدفها الخاص بصفقات الرعاية المحلية بعدما حصلت حقوق بقيمة 700 مليون جنيه إسترليني.
أصدرت اللجنة الأولمبية قائمة وأرسلتها لحاملي التذاكر، تتضمن قائمة بالمحظورات التي يمنع إحضارها للقرية الأولمبية أو الملاعب، وتحول هذا الموضوع إلى مادة للجدل حول حرية الأشخاص، خصوصا بعد أن شهد أولمبياد بكين عام 2008 تطبيقا مشددا للتعليمات الخاصة باتفاقات الرعاية، وطالب كثيرون بالتخفيف من هذه الإجراءات في لندن 2012. وتقرر في لندن منع جميع منافذ بيع المأكولات، وعددها 800 منفذ تتنوع بين المطاعم والمقاصف والأكشاك، في المرافق الأولمبية الـ40 على امتداد بريطانيا، وذلك احتراما من اللجنة بالتزامات الرعاية التجارية. واضطرت المطاعم والمقاصف القريبة من المرافق الأولمبية سحب البطاطس المقلية من قوائم طعامها، بطلب من شركة ماكدونالدز، وهي من أبرز رعاة أولمبياد لندن 2012. ومنع الجماهير من حيازة منتجات شركة مثل بيبسي للمياه الغازية أو ارتداء قمصان تحمل علامتها على اعتبار أن شركة كوكا كولا راعي رسمية للأولمبياد. وتم إلزام العاملين في القرية والرياضيين بارتداء أحذية من ماركة أديداس وغير مسموح لهم بارتداء أحذية مخالفة.
ولتجنب التسويق المضاد، لجأت الجهة المنظمة إلى توظيف 270 ضابطا، للتأكد من الالتزام بالقواعد. وتسمح التعليمات لهؤلاء الضباط بمراقبة دائرة إلى حدود 200 متر حول مناطق الألعاب، بما في ذلك السماء فوقها. وتضمن لهم التعليمات الحق في مصادرة أي بضائع مجانية يتم توزيعها، ورفع أي بضائع تعرض للبيع تخالف قرارات اللجنة، وقد تصل غرامة المخالفة إلى 20 ألف جنيه إسترليني. وأصدرت الحكومة البريطانية قرارا بمنح الجهات المنظمة الحق في منع الشركات من استخدام شعارات الأولمبياد.

### الأمن
قبل بدأ الألعاب، قالت اللجنة الأولمبية الدولية أن السلطات البريطانية تعاملت بشكل جيد مع المشاكل الأمنية المرتبطة بأولمبياد لندن. وتلقت اللجنة الضمانات التي طلبتها.
الشركة التي تم التعاقد معها لتأمين الألعاب، «جي.4.اس»، لن تتمكن من توفير 10.400 رجل أمن في الوقت المحدد. وتدخلت وزارة الدفاع البريطانية تعزيز قوات الجيش المشاركة في خطة التأمين ب3500 جندي إضافي لسد هذه الثغرة.

### حماية البيئة
أغلب مواد القرية الأولمبية تحترم البيئة وسيارات نقل الرياضيين لا تصدر محركاتها سوى نسبة طفيفة من ثاني أكسيد الكربون. ويمكن تفكيك الأجزاء الأكبر من غالبية المنشآت.
تم تنظيف طنين من الطين الملوث عبر عملية خاصة، مع إعادة استخدام 80% منه. ومن 200 مبنى تم هدمها تمت الاستفادة بمواد كثيرة أعيد تدويرها لاحقا، كما تم التراجع عن فكرة تغطية الملعب الأولمبي من أجل تقليل كمية الصلب المستخدمة، وتم تعويضه بنسيج لحمايته من الرياح والأمطار.
وستتم إعادة تشكيل القرية الأولمبية، التي يقيم 17 ألف رياضي وإداري خلال الدورة، كي تستضيف ثلاثة آلاف مسكن. حيث توجد القرية الأولمبية بأحد الأحياء الفقيرة والمعدمة بلندن، حيث تقول إحصائات سنة 2005 أن معدل البطالة في ستراتفورد هو الأكبر، والتأهيل هو الأسوأ، والخدمات الطبية هي الأضعف في لندن كلها. وكانت فكرة تحسين المنطقة بمساعدة الدورة أحد مفاتيح تفوق لندن على باريس وموسكو ومدريد.

### حفل افتتاح
أقيم حفل الافتتاح في الاستاد الأولمبي بستراتفورد شرق لندن يوم الجمعة 27 يوليو 2012 الساعة 20:00 بتوقيت جرينيتش وحتي الساعة 00:46 بتوقيت جرينتش. تَقرر تقليص زمن حفل افتتاح الدورة المقرر في 27 يوليو من أجل السماح لعشرات الآلاف من الحضور بالعودة إلى أماكن إقامتهم باستخدام شبكات النقل العامة. وذلك بحذف فقرة تتضمن ألعابا بهلوانية بالدراجات. حضر نحو 80 الف متفرج، وتابع نحو مليار متفرج في أنحاء العالم حفل افتتاح الأولمبياد من خلال شاشات التلفاز، وبلغت تكلفة العرض الفني حوالي 27 مليون جنيه استرليني (42 مليون دولار)، ادار وقائعه المخرج داني بويل.
قرعت آلاف أجراس الكنائس مدة 3 دقائق في جميع أرجاء بريطانيا بدءا من ساعة بيغ بن في الساعة 8.12 صباحا، وهي المرة الأولى التي يقرع فيها جرس بيغ بن في غير الساعات الاعتيادية منذ وفاة الملك جورج السادس في 1952. اطفئت الانوار بالكامل ايذانا ببدء حفل الافتتاح وتضمنت لوحة تقليدية للريف البريطاني، والحياة الثقافية والاجتماعية في بريطانيا والتي اختصرها في لندن وحياتها الثقافية والشعبية. تمحور العرض حول تاريخ الرأسمالية في وجهها المشرق من الصناعة، والمناجم، والبنايات والطرق الحديثة والازدهار السياسي والسيطرة على البر والبحر وتطويع الطبيعة لخدمة مشروع الرأسمالية. وفي الفقرة الثانية اعطت ملكة بريطانيا إليزابيث الثانية إشارة انطلاق الدورة بعد عرض مقطع فيديو على الشاشات العملاقة يظهر مشهد تمثيلي يجمع بين الملكة والممثل دانيال كريج (جميس بوند) الذي طلب من الملكة أن ترافقه إلى الملعب الأولمبي عبر المروحية التي طافت بأبرز الأماكن الحيوية بلندن، مع عزف الموسيقى التصويرية الشهيرة للفيلم في الخلفية، وهبطت لملعب ستراتفورد الأوليمبي بواسطة مظلة بعد أن قفزت عبر «الباراشوت» من طائرة مروحية يقودها دانيال كريج، بطل آخر سلسلة جيمس بوند، وبعدها قامت الملكة -الاستعانة بدوبلير لتنفيذ القفزة - بالقفز مع جيمس بوند عبر الباراشوت إلى الملعب، قبل أن تصل لمنصة الشرف بالملعب.
واستمر الحفل يؤرخ للعولمة التي بدأت من بريطانيا، حيث قدم مخترع الشبكة العنكبوتية تيم بيرنرز لي وج. ك. رولينج مؤلفة سلسلة هاري بوتر. وفي الأخير تم عرض الحركة الغنائية وفرقها وصرعاتها من جيل الروك، وجيل البيتلز، سيكس بيستول وكوين ـ فردي ميروكوري. وكل الصرعات الموسيقية والغنائية الناتجة عن الثورة الصناعية. انتهى بايقاد الشعلة الأولمبية ايذانا ببدء المنافسات الرياضية.

### الحفل الختامي
أقيم حفل اختتام الألعاب الأولمبية بالملعب الأولمبي يوم الأحد 12 أغسطس 2012 والذي استمر لأكثر من 3 ساعات بحضور 80 ألف شخص، كما تابع نحو 300 مليون شخص آخر الحفل عبر التلفزيون من كل أنحاء العالم، وبعد الحفل الموسيقي بدأ الرياضيون الدخول إلى أرضية الملعب.
وبعد ذلك تحول الحفل لنحو ساعة واحدة للاحتفال بأشهر فرق البوب البريطانية في آخر خمسة عقود، وتسلم الفائزون بميداليات سباق الماراثون جوائزهم أثناء الاحتفال.

## الألعاب

### المشاركون

حجم الفرق
300+
100+
30+
10+
5+
1+

شارك أكثر من 10,000 رياضي من 204 لجان أولمبية وطنية (منهم 448 رياضياً عربياً)، متجاوزة دورة لندن 1948 ودورة ألعاب الكومنولث 2002 في مانشستر، وبذلك يكون أكبر حدث متعدد الرياضات يعقد في المملكة المتحدة.
كانت هناك مخاوف أولية من عدم إرسال كل من المملكة العربية السعودية وقطر وبروناي لأي لاعبات إلى الألعاب الأولمبية، لكن في نهاية المطاف ضم المنتخب السعودي امرأتين.
وتشهد دورة سنة 2012 مشاركة من الدول العربية، التي حصدت حتى الآن ميدالية فضية وأخرى برونزية.
| - أفغانستان (6) - ألبانيا (11) - الجزائر (39) - ساموا الأمريكية (5) - أندورا (6) - أنغولا (34) - أنتيغوا وباربودا (4) - الأرجنتين (137) - أرمينيا (25) - أروبا (4) - أستراليا (410) - النمسا (70) - أذربيجان (53) - جزر البهاما (23) - البحرين (14) - بنغلاديش (5) - باربادوس (6) - بيلاروس (166) - بلجيكا (115) - بليز (3) - بنين (5) - برمودا (8) - بوتان (2) - بوليفيا (5) - البوسنة والهرسك (6) - بوتسوانا (4) - البرازيل (259) - جزر العذراء البريطانية (2) - بروناي (3) - بلغاريا (63) - بوركينا فاسو (5) - بوروندي (5) - كمبوديا (6) - الكاميرون (33) - كندا (277) - الرأس الأخضر (3) - جزر كايمان (الصيفية 2012) - جمهورية إفريقيا الوسطى (5) - تشاد (3) - تشيلي (35) - الصين (386) - كولومبيا (105) - جزر القمر (3) - جمهورية الكونغو (7) - جمهورية الكونغو الديمقراطية (4) - جزر كوك (8) - كوستاريكا (11) - ساحل العاج (10) - كرواتيا (108) - كوبا (110) - قبرص (13) - جمهورية التشيك (133) - الدنمارك (113) - جيبوتي (6) - دومينيكا (2) - جمهورية الدومينيكان (35) - الإكوادور (36) - مصر (112) - السلفادور (10) - غينيا الاستوائية (2) - إرتريا (12) - إستونيا (33) - إثيوبيا (35) - فيجي (9) - فنلندا (56) - فرنسا (333) - الغابون (24) - غامبيا (2) | - جورجيا (35) - ألمانيا (392) - غانا (9) - بريطانيا العظمى (542)(المستضيف) - اليونان (105) - غرينادا (10) - غوام (8) - غواتيمالا (19) - غينيا (4) - غينيا بيساو (4) - غيانا (6) - هايتي (5) - هندوراس (27) - هونغ كونغ (42) - المجر (158) - آيسلندا (27) - الرياضيون الأولمبيون المستقلون في الألعاب الأولمبية (3) - الهند (81) - إندونيسيا (21) - إيران (54) - العراق (8) - جزيرة أيرلندا (65) - إسرائيل (38) - إيطاليا (284) - جامايكا (50) - اليابان (293) - الأردن (9) - كازاخستان (114) - كينيا (47) - كيريباتي (3) - كوريا الشمالية (51) - كوريا الجنوبية (245) - الكويت (11) - قيرغيزستان (14) - لاوس (3) - لاتفيا (46) - لبنان (10) - ليسوتو (4) - ليبيريا (4) - ليبيا (5) - ليختنشتاين (3) - ليتوانيا (63) - لوكسمبورغ (10) - مقدونيا (4) - مدغشقر (7) - مالاوي (3) - ماليزيا (30) - المالديف (5) - مالي (6) - مالطا (5) - جزر مارشال (4) - موريتانيا (2) - موريشيوس (11) - المكسيك (102) - ولايات ميكرونيسيا المتحدة (6) - مولدوفا (21) - موناكو (6) - منغوليا (29) - الجبل الأسود (33) - المغرب (67) - موزمبيق (6) - مينمار (6) - ناميبيا (9) - ناورو (2) - نيبال (5) - هولندا (178) - نيوزيلندا (184) - نيكاراغوا (6) - النيجر (6) | - نيجيريا (55) - النرويج (64) - سلطنة عمان (4) - باكستان (21) - بالاو (5) - فلسطين (5) - بنما (7) - بابوا غينيا الجديدة (8) - باراغواي (8) - بيرو (16) - الفلبين (11) - بولندا (217) - البرتغال (75) - بورتوريكو (24) - قطر (12) - رومانيا (103) - روسيا (436) - رواندا (6) - سانت كيتس ونيفيس (7) - سانت لوسيا (4) - سانت فينسنت والغرينادين (3) - ساموا (8) - سان مارينو (4) - ساو تومي وبرينسيب (2) - السعودية (19) - السنغال (31) - صربيا (115) - سيشل (6) - سيراليون (2) - سنغافورة (23) - سلوفاكيا (46) - سلوفينيا (65) - جزر سليمان (4) - الصومال (2) - جنوب إفريقيا (125) - إسبانيا (282) - سريلانكا (7) - السودان (5) - سورينام (5) - إسواتيني (3) - السويد (135) - سويسرا (102) - سوريا (10) - تايبيه الصينية (44) - طاجيكستان (16) - تنزانيا (6) - تايلاند (37) - تيمور الشرقية (2) - توغو (6) - تونغا (3) - ترينيداد وتوباغو (31) - تونس (83) - تركيا (114) - تركمانستان (10) - توفالو (3) - أوغندا (16) - أوكرانيا (240) - الإمارات العربية المتحدة (26) - الولايات المتحدة (530) - الأوروغواي (29) - أوزبكستان (54) - فانواتو (5) - فنزويلا (70) - فيتنام (18) - جزر العذراء (7) - اليمن (4) - زامبيا (8) - زيمبابوي (7) |

### المنافسات
| - نبالة (4) - كرة القدم (2) - كرة السلة (2) - كرة اليد (2) - ترياثلون (2) - هوكي الحقل (2) | - ألعاب القوى (47) - جمباز (18) - رماية (15) - تايكوندو (8) - تجديف (14) - جودو (14) | - بدمينتون (5) - ركوب الدراجات (18) - سباحة (46) - فروسية (6) - رياضة الشراع (10) | - تنس (5) - تنس الطاولة (4) - رفع أثقال (15) - مبارزة سيف الشيش (10) - كانو-كاياك (16) |

### برنامج الدورة
|  | حفل |  | يوم المنافسة |  | النهائي | 4 | عدد النهائيات |

| ك ا ن و - | k ا ي ا ك |
| --------- | --------- |

| ا ل ك ر ة | ا ل ط ئ ر ة |
| --------- | ----------- |

### أرقام قياسية
| تاريخ         | حدث     | رياضي         | دولة             | تفاصيل الرقم                                 | مصدر    |
| ------------- | ------- | ------------- | ---------------- | -------------------------------------------- | ------- |
| 27 يوليو 2012 | النبالة | ايم دونغ هيون | كوريا الجنوبية   | سجل رقما قياسيا عالميا ب696 في جولة الترتيب. | [ 250 ] |
| 28 يوليو 2012 | السباحة | دانا فولمر    | الولايات المتحدة | تحقيق رقم قياسي أولمبي في التصفيات ب 56.25   |         |

### قائمة الميداليات
| الترتيب | منتخب                  | ذهبية | فضية | برونزية | المجموع |
| ------- | ---------------------- | ----- | ---- | ------- | ------- |
| 1       | الولايات المتحدة (USA) | 46    | 29   | 29      | 104     |
| 2       | الصين (CHN)            | 38    | 27   | 23      | 88      |
| 3       | بريطانيا العظمى (GBR)* | 29    | 17   | 19      | 65      |
| 4       | روسيا (RUS)            | 24    | 26   | 32      | 82      |
| 5       | كوريا الجنوبية (KOR)   | 13    | 8    | 7       | 28      |
| 6       | ألمانيا (GER)          | 11    | 19   | 14      | 44      |
| 7       | فرنسا (FRA)            | 11    | 11   | 12      | 34      |
| 8       | إيطاليا (ITA)          | 8     | 9    | 11      | 28      |
| 9       | المجر (HUN)            | 8     | 4    | 5       | 17      |
| 10      | أستراليا (AUS)         | 7     | 16   | 12      | 35      |

- 2 أغسطس 2012: بعد 5 أيام من التباري تتعادل الولايات المتحدة والصين في عدد الميداليات الذهبية بعد سيطرة واضحة للصين مند البداية
- 3 أغسطس 2012: الولايات المتحدة تتفوق على الصين في عدد الميداليات الذهبية لأول مرة منذ انطلاق المسابقات
- 4 أغسطس 2012: صعود واضح لبريطانيا المنظمة للألعاب بإحرازها 6 ميداليات ذهبية واحتلالها للمركز الثالث. أسامة الملولي يمنح أول ميدالية لتونس (برونزية) وثالث ميدالية للعرب [251]
- 5 أغسطس 2012: استعادة الصين لمقدمة الترتيب، تعزيز بريطانيا للمركز الثالث، صعود لافت لكوريا الجنوبية، كازاخستان في طريقها لتكون مفاجأة الدورة
- 6 أغسطس 2012 : الولايات المتحدة الأمريكية والصين لم تحرزا سوى ميدالية ذهبية لكل منهما، تعزيز بريطانيا للمركز الثالث بميداليتين، أربع ميداليات للعرب فضيتان وبرونزيتان، صعود واضح لروسيا بإحرازها أربع ميداليات
- 7 أغسطس 2012: استيقاظ الدب الروسي، الصين دائما في المقدمة، تراجع واضح لليابان وألمانيا نسبة للدورات السابقة، كوريا الجنوبية وفرنسا تزكيان مركزيهما. هذه الدورة ممكن أن تكون الأسوأ بالنسبة للعرب.
- 8 أغسطس 2012: صراع ندي بين الولايات المتحدة والصين على المركز الأول، اليوم الولايات المتحدة لها أفضلية رغم أنها دائما في المركز الثاني، روسيا تقترب من المركز الثالث بإحرازها ميدالية ذهبية، تجمد عدد ميداليات فرنسا وألمانيا تصعد لمركزها العادي (الخامس أو السادس حسب الدورات السابقة)، المرأة السعودية تدخل الألعاب الأولمبية.
- 9 أغسطس 2012: الولايات المتحدة تتصدر الترتيب، روسيا وألمانيا تأخدان مكانيهما الطبيعيين في الألعاب (المركزين الرابع، الخامس)، بريطانيا تزكي موقعها الثالث. الألعاب تسير نحو احترام المنطق في الترتيب النهائي
- 10 أغسطس 2012: الولايات المتحدة توسع الفارق عن الصين المطارد المباشر بأربع ميداليات ذهبية، روسيا تعزز مركزها الرابع، ميدالية ذهبية لتونس في السباحة ماراثون (أسامة الملولي)،
- 11 أغسطس 2012: روسيا تحصل على 6 ميداليات ذهبية، وحوالي 15 ميدالية ذهبية في 3 أيام لتعزز روسيا مركزها الرابع خلف بريطانيا صاحبة المركز الثالث، الولايات المتحدة دائما تتصدر الترتيب والصين تلاحقها بفارق 6 ميداليات ذهبية، وإيران لديها مركز محترم جداً (المركز 15)، واليابان تقترب من العشرة الأوائل.
- 12 أغسطس 2012: انتهاء الألعاب الأولمبية لندن 2012، 3 ميداليات ذهبية لروسيا في اليوم الأخير والولايات المتحدة تتصدر الترتيب، حصيلة ضعيفة للعرب، وحفل الاختتام .

## البث
حصلت هيئة هيئة الإذاعة البريطانية على حقوق بث الألعاب الأولمبية في بريطانيا حتى عام 2020. كما حصلت أيضا على حقوق البث الخاصة باولمبيادي 2016 و2020 الصيفيين إضافة إلى دورتي 2014 و2018 الشتويتين عبر روافد الإعلام الأخرى، التي تشمل الانترنت والهواتف المحمولة. ومعروف عن هيئة الإذاعة البريطانية تغطيتها جميع دورات الألعاب الأولمبية منذ استضافة لندن للألعاب الصيفية سنة 1948.

## أحداث

### رمضان خلال الأولمبياد
صادف حلول شهر رمضان سنة 2012 مع الألعاب الأولمبية. لهذا عمل منظمو الدورة طوال ثلاث سنوات لوضع برنامج من الدعم يفي بحساسية اللاعبين والمشجعين المسلمين. وتم استشارة المجلس الإسلامي البريطاني لتحديد سبل ضمان تلبية احتياجات المسلمين خلال شهر رمضان. وقد تضمنت المشورة تصميم اللباس الرياضي، وسياسة توفير الغذاء، والأمن، وتوفير الدعم الديني وأماكن الصلاة.
تم توفير أماكن هادئة للصلاة في كل موقع رياضي، بما فيها قرى اللاعبين ومقر الألعاب الأولمبية. وستتوفر للموظفين والمتطوعين المسلمين من فريق العمل الأولمبي نفس التسهيلات، وكذلك الحال بالنسبة للصحافيين. وتوفير الأكل الحلال اللاعبين في أي وقت، إضافة إلى تقديم وجبة الإفطار وقت الغروب. وفريق كبير من الدعاة المؤهلين يمدون الدعم الديني والعاطفي للمسلمين.
ووضعت خطة تدريب مختلفة تعتبر بمثابة تحد للاعبين. وأشارت التوقعات إلى تعليق حوالي 3,000 من الرياضيين المسلمين المشاركين صيامهم خلال الألعاب. تم إصدار فتوى في السعودية، والمغرب، والإمارات ومصر والجزائر، تبيح إفطار الرياضيين في رمضان، وتستند كلها إلى رخصة المسافر.

### حملة مقاطعة الأمير ناصر بن حمد آل خليفة
بعد الإعلان عن ترأس ناصر بن حمد آل خليفة رئيس اللجنة الأولمبية البحرينية لوفد مملكة البحرين إلى دورة الألعاب الأولمبية الصيفية، دعت عدة منظمات أوروبية حقوقية الإنسان بريطانيا إلى منعه من حضور أولمبياد لندن، بسبب اتهامه بالتورط في انتهاكات لحقوق الإنسان في مملكة البحرين، كقمع الرياضيين البحرينيين الذين دعموا احتجاجات البحرين. وردت الحكومة البريطانية أنها لن تسمح لأي فرد بدخول المملكة المتحدة حين يكون هناك دليل مستقل وموثوق به وذو مصداقية بأنه ارتكب انتهاكات لحقوق الإنسان.

### الفيلم الدعائي الأرجنتيني
بسبب النزاع على سيادة جزر فوكلاند، أعد الأرجنتينيون شريط مصور في الجزر، بشكل سري، يظهر فيه لاعب هوكي وهو يتمرن في شوارع جزر فوكلاند. وعرضت في نهاية الشريط عبارة «للمنافسة على الأراضي الإنجليزية، نتدرب في الأراضي الأرجنتينية». تلقت بعدها اللجنة الأولمبية الدولية ضمانات من اللجنة الأوليمبية الأرجنتينية بعدم رفع شعارات سياسية خلال الأولمبياد، وطلبت الرئيسة الأرجنتينية كريستينا فرنانديز من الرياضيين في بلادها عدم القيام بأي احتجاج حول النزاع على سيادة جزر فوكلاند في لندن.

### دقيقة صمت لذكرى ضحايا أحداث ميونيخ
تقدمت وزارة الخارجية الإسرائيلية بطلب إلى اللجنة الأولمبية الدولية من اجل افتتاح دورة الألعاب الأولمبية بدقيقة صمت تكريما لرياضييها الذين سقطوا خلال الألعاب الأولمبية الصيفية سنة 1972، والتي أدت إلى مقتل 11 رياضياً إسرائيليا والتي نفذتها مجموعة أيلول الأسود. إلا أن رئيس اللجنة الأولمبية الدولية البلجيكي جاك روغ كان ضد الفكرة وأعلن أنه لن يجري الوقوف دقيقة صمت حداداً خلال حفل الافتتاح. رغم تأييد الفكرة من جانب الرئيس الأمريكي باراك أوباما. وجّه على إثرها المؤتمر العالمي لليهود انتقادات حادة لقرار اللجنة الدولية الأوليمبية.

### مشاركة المرأة السعودية
كانت المرأة في السعودية ممنوعة من المشاركة في أي أحداث رياضية مفتوحة للعلن. وقبل انطلاق أولمبياد لندن تزايدت الضغوط على السعودية من قبل اللجنة الأولمبية الدولية ومنظمات الدفاع عن حقوق الإنسان للسماح للمرأة بالمشاركة في دورة لندن. قوبلت تلك الضغوط بمعارضة الكثير من رجال الدين السعوديين المحافظين. وفي 12 يوليو 2012 أعلنت اللجنة الأولمبية الدولية أن المملكة العربية السعودية ستشارك باللاعبات سارة عطار ووجدان شهرخاني، وبذلك تكون أول مشاركة للسعوديات في تاريخ الألعاب. رغم ذلك لم تتبن الحكومة السعودية مشاركة المرأة بالأولمبياد. حيث أكدت على أنه لم يكن هناك نشاط رياضي نسائي سابقا، وما يوجد الآن من رياضيات، رغم حجمه، يمارسن الرياضة بشكل خاص، ولا توجد بينهن وبين الرئاسة العامة لرعاية الشباب السعودي (الهيئة العامة للرياضة حاليا) أية علاقة. وبحسب الحكومة، المشاركة اقتصرت على الدارسات والمقيمات خارج المملكة، وفي إطار يتفق مع الشريعة الإسلامية.

## وصلات خارجية
مواقع رسمية
- لندن 2012
- اللجنة الأولمبية الدولية في لندن 2012